# Futebol Clube do Porto 2003-2004
Questa pagina raccoglie i dati riguardanti il Futebol Clube do Porto nelle competizioni ufficiali della stagione 2003-2004.

## Maglie e divise
| Casa | Trasferta | Terza divisa |

## Stagione
Dopo aver vinto la Supercoppa nazionale contro l'União Leiria, il Porto perse quella europea per mano del Milan (1-0). In Champions League la squadra si classificò seconda nel suo girone, alle spalle del Real Madrid. Nella fase ad eliminazione diretta estromise il Manchester United e il Lione, in entrambi i casi vincendo sul proprio campo per poi pareggiare in trasferta. L'avversario della semifinale fu invece il Deportivo, protagonista nei turni precedenti per aver sconfitto Juventus e Milan (finaliste dell'ultima edizione): la gara di andata terminò senza reti, mentre nel ritorno un rigore di Derlei assicurò la qualificazione. In attesa dell'atto conclusivo, gli uomini di Mourinho replicarono il successo in campionato e persero contro il Benfica la coppa nazionale. Il trionfo europeo si concretizzò ai danni del Monaco, sconfitto per 3-0 a Gelsenkirchen. A fine stagione, dopo un ciclo di vittorie, Mourinho firmò un contratto con il Chelsea.

## Rosa
| N. |                       | Ruolo | Calciatore         |
| -- | --------------------- | ----- | ------------------ |
| 1  | Portogallo (bandiera) | P     | Bruno Vale         |
| 2  | Portogallo (bandiera) | D     | Jorge Costa        |
| 3  | Portogallo (bandiera) | D     | Pedro Emanuel      |
| 4  | Portogallo (bandiera) | D     | Ricardo Carvalho   |
| 5  | Portogallo (bandiera) | D     | Ricardo Costa      |
| 6  | Portogallo (bandiera) | C     | Costinha           |
| 7  | Portogallo (bandiera) | D     | Carlos Secretário  |
| 8  | Portogallo (bandiera) | D     | Nuno Valente       |
| 9  | Lituania (bandiera)   | A     | Edgaras Jankauskas |
| 10 | Portogallo (bandiera) | C     | Deco               |
| 11 | Brasile (bandiera)    | A     | Derlei             |
| 13 | Portogallo (bandiera) | P     | Nuno               |
| 14 | Portogallo (bandiera) | C     | Sérgio Conceição   |
| 15 | Russia (bandiera)     | C     | Dmitrij Aleničev   |

| N. |                       | Ruolo | Calciatore        |
| -- | --------------------- | ----- | ----------------- |
| 16 | Portogallo (bandiera) | A     | César Peixoto     |
| 17 | Portogallo (bandiera) | D     | José Bosingwa     |
| 18 | Portogallo (bandiera) | C     | Maniche           |
| 19 | Brasile (bandiera)    | C     | Carlos Alberto    |
| 20 | Portogallo (bandiera) | C     | Marco Ferreira    |
| 21 | Brasile (bandiera)    | A     | Maciel            |
| 22 | Portogallo (bandiera) | D     | Paulo Ferreira    |
| 23 | Portogallo (bandiera) | C     | Pedro Mendes      |
| 25 | Portogallo (bandiera) | C     | Ricardo Fernandes |
| 28 | Brasile (bandiera)    | A     | Bruno Moraes      |
| 30 | Brasile (bandiera)    | D     | Mário Silva       |
| 39 | Portogallo (bandiera) | C     | André Vilas Boas  |
| 77 | Sudafrica (bandiera)  | A     | Benni McCarthy    |
| 99 | Portogallo (bandiera) | P     | Vítor Baía        |

## Risultati

### Taça de Portugal
| Arbitro: | Proença |

|            |           |  |
| Derlei 53’ | Marcatori |  |

| Arbitro: | Nuno Almeida |

|                                       |           |  |
| McCarthy 25’ Maniche 80’ Aleničev 90’ | Marcatori |  |

| Arbitro: | Paulo Pereira |

|                                                           |           |  |
| Carlos Alberto 23’, 76’ Ferreira 28’ Conceição 65’ (rig.) | Marcatori |  |

| Arbitro: | Martins dos Santos |

|                     |           |                         |
| Carvalho 46’ (aut.) | Marcatori | 21’ Costinha 39’ Moares |

| Arbitro: | Bruno Paixão |

|             |           |                         |
| Vanzini 55’ | Marcatori | 7’, 52’, 62’ Jankauskas |

| Arbitro: | Batista |

|                       |           |            |
| Fyssas 58’ Simão 104’ | Marcatori | 45’ Derlei |

### Supertaça de Portugal
| Arbitro: | Proença |

|              |           |  |
| Costinha 53’ | Marcatori |  |

### UEFA Champions League

#### Fase a gironi
| Arbitro: | Michal Beneš |

|               |           |              |
| Delibašić 54’ | Marcatori | 22’ Costinha |

| Arbitro: | Collina |

|             |           |                                    |
| Costinha 7’ | Marcatori | 28’ Helguera 37’ Solari 67’ Zidane |

| Arbitro: | Vassaras |

|                       |           |                                     |
| Drogba 24’ Marlet 84’ | Marcatori | 31’ Maniche 35’ Derlei 81’ Aleničev |

| Arbitro: | Poll |

|              |           |  |
| Aleničev 21’ | Marcatori |  |

| Arbitro: | Paul Allaerts |

|                   |           |                 |
| McCarthy 25’, 60’ | Marcatori | 90+2’ Delibašić |

| Arbitro: | Steve Bennett |

|           |           |                   |
| Solari 9’ | Marcatori | 35’ (rig.) Derlei |

#### Fase ad eliminazione diretta

##### Ottavi di finale
| Arbitro: | Fandel |

|                  |           |             |
| McCarthy 29’ 78’ | Marcatori | 14’ Fortune |

| Arbitro: | Ivanov |

|             |           |              |
| Scholes 32’ | Marcatori | 90’ Costinha |

##### Quarti di finale
| Arbitro: | Hauge |

|                       |           |  |
| Deco 44’ Carvalho 71’ | Marcatori |  |

| Arbitro: | Frisk |

|                         |           |                |
| Luyindula 14’ Élber 90’ | Marcatori | 6’ 47’ Maniche |

##### Semifinali
| Porto 21 aprile 2004, ore 20:45 (CEST) Andata | Porto | 0 – 0 referto | Deportivo La Coruña | Estádio do Dragão (50.818 spett.)\| Arbitro: \| Merk \| |
| Arbitro:                                      | Merk  |               |                     |                                                         |

| Arbitro: | Collina |

|  |           |                   |
|  | Marcatori | 60’ (rig.) Derlei |

##### Finale
| Arbitro: | Nielsen |

|  |           |                                          |
|  | Marcatori | 39’ Carlos Alberto 71’ Deco 75’ Aleničev |

### Finale
| Arbitro: | Barber |

|              |           |  |
| Ševčenko 10’ | Marcatori |  |